# Yuri Yatsev
Yuri Yatsev (Moscou, 2 de março de 1979) é um jogador de polo aquático russo, medalhista olímpico.

## Carreira
Yuri Yatsev fez parte do elenco medalha de prata de Sydney 2000.